# Shawinigan Cataractes
I Shawinigan Cataractes sono una squadra canadese di hockey su ghiaccio con sede a Shawinigan, Québec, che gioca nella lega giovanile nordamericana della Quebec Major Junior Hockey League. I Cataractes giocano le partite casalinghe al Centre Bionest de Shawinigan.

## Giocatori nella NHL

### Attualmente della NHL
- Marc-Andre Bergeron
- Alexandre Bolduc
- Alexandre Burrows
- Pascal Dupuis
- Patrick Lalime
- Zbyněk Michálek
- Jason Pominville
- Stephane Robidas
- Radim Vrbata